# Беккер, Финн Оле
Финн Оле Беккер (нем. Finn Ole Becker; род. 8 июня 2000, Германия) — немецкий футболист, полузащитник клуба «Хоффенхайм».

## Клубная карьера
Беккер — воспитанник клуба «Санкт-Паули». 14 апреля 2019 года в матче против «Арминии» он дебютировал во Второй Бундеслиге. 29 сентября в поединке против «Зандхаузена» Финн Оле забил свой первый гол за «Санкт-Паули». Летом 2022 года Беккер перешёл в «Хоффенхайм». подписав контракт на четыре года. 14 октября в матче против «Шальке-04» он дебютировал в Бундеслиге.   